# Jordania na Plażowych Igrzyskach Azjatyckich 2012
Jordania na III Plażowych Igrzyskach Azjatyckich w 2012 roku reprezentowało siedmiu zawodników, wyłącznie kobiet. Był to trzeci start reprezentacji Jordanii na plażowych igrzyskach azjatyckich.

## Wyniki

### Piłka ręczna plażowa
Jordania wystawiła swoją kobiecą reprezentację w plażowej odmianie piłki ręcznej. Rywalizując w grupie B wygrały dwa mecze z czterech i ulokowały się na trzecim miejscu w grupie. Dało im to prawo do udziału w dodatkowym turnieju o miejsca 5-8. W pierwszej fazie przegrały z Japonkami 1:2, zaś w meczu o 7. miejsce przegrały z reprezentantkami Hongkongu, także 1:2 i uplasowały się ostatecznie na ósmej pozycji.
Zawodniczki:
- Hana'a Abu Rumman
- Hala Ala-Eddin
- Hiba Ala-Eddin
- Aysheh Almajali
- Para Al-Rashdan
- Tamam Banghoth
- Roa'a Naser

| Konkurencja    | Faza eliminacyjna | Faza eliminacyjna | Faza eliminacyjna | Faza eliminacyjna | Faza eliminacyjna | Mecz o 9. miejsce | Mecze o miejsca 5-8 | Mecze o miejsca 5-8 | Mecze o miejsca 5-8 | Półfinał | Finał / Mecz o brąz | Klas. końcowa |
| Konkurencja    | Mecz I            | Mecz II           | Mecz III          | Mecz IV           | Miejsce           | Mecz o 9. miejsce | Faza pierwsza       | Mecz o 7. miejsce   | Mecz o 5. miejsce   | Półfinał | Finał / Mecz o brąz | Klas. końcowa |
| -------------- | ----------------- | ----------------- | ----------------- | ----------------- | ----------------- | ----------------- | ------------------- | ------------------- | ------------------- | -------- | ------------------- | ------------- |
| Turniej kobiet | Filipiny W 2-0    | Hongkong P 0-2    | Chiny P 0-2       | Tajlandia W 2-0   | 3.                | —                 | Japonia P 1-2       | Hongkong P 1-2      | NQ                  | NQ       | NQ                  | 8.            |